# Tom Walsh (squash)
Pour les articles homonymes, voir Walsh.
Tom Walsh, né le 27 avril 1999 à Hemel Hempstead, est un joueur professionnel de squash représentant l'Angleterre. Il atteint en février 2025 la 60e place mondiale sur le circuit international, son meilleur classement. Il est champion d'Europe de squash par équipes en 2024.

## Biographie
Avec les frères Marwan et Mohamed El Shorbagy, il dispute et remporte la finale des championnats d'Europe de squash par équipes face à la France, s'inclinant face à Grégoire Marche.

## Palmarès

### Titres
- Championnats d'Europe de squash par équipes : 2 titres (2024, 2025)